# Juan Artola
Juan Artola Letamendía noto semplicemente come Artola (San Sebastián, 3 settembre 1885 – San Sebastián, 1937) è stato un calciatore spagnolo, di ruolo centrocampista.

## Biografia
I suoi fratelli Ramòn e Manuel erano a loro volta calciatori. Dal 1915 al 1916 ha prestato servizio militare per l'aviazione spagnola; durante questo periodo ha giocato nel Real Madrid.

## Carriera

### Club
Con la Real Sociedad ha giocato una finale di Copa del Rey.

### Nazionale
Ha partecipato ai Giochi olimpici di Anversa 1920, scendendo in campo nella partita vinta per 2-0 contro l'Italia e in quella persa per 1-3 contro il Belgio; il torneo si è concluso con la vittoria della medaglia d'argento da parte della sua nazionale.

## Palmarès

### Club

#### Competizioni regionali
- Campeonato de Gipuzkoa: 1

Real Sociedad: 1924-1925
- Coppa di Andalusia: 2

Siviglia: 1917, 1919

### Nazionale
- Argento olimpico: 1

Anversa 1920